# American Vitagraph Company

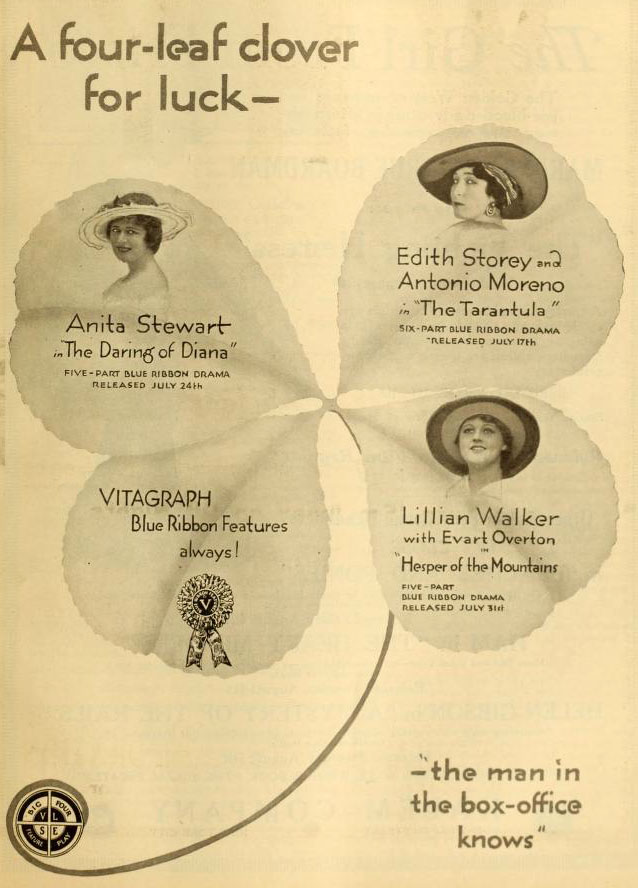
Advertentie (1916)

American Vitagraph Company was een Amerikaanse filmstudio die is opgericht door James Stuart Blackton en Albert E. Smith. in 1897. Ze verkochten de studio uiteindelijk aan Warner Brothers in 1925.
In 1894 formeerden Blackton en twee andere geëmigreerde Engelsen, Albert E. Smith en Ronald A. Reader, een partnerschap om de weg in te slaan van de Vaudeville. Smith noemde zichzelf de "Komikal Konjurer", Blackton was de "Komikal Kartoonist", en Reader werkte aan een vroege versie van de diaprojector met de naam toverlantaarn. Blackton had als act de zogenoemde lightning sketches: voor de ogen van het publiek maakte hij op een schildersezel bliksemsnel tekeningen waar hij vervolgens in hoog tempo allerlei veranderingen in aanbracht. Hierbij sprak hij het publiek bijna even snel toe. De act leverde niet genoeg geld op en het trio ging uit elkaar om op de traditionele manier werk te vinden.
Blackton werd uiteindelijk journalist/artiest voor  de krant New York Evening World. In 1896, demonstreerde Thomas Edison publiekelijk de Vitascope, een van de eerste filmprojectoren. Blackton werd ernaar toegezonden om Edison te interviewen en tekeningen te maken van de werking van zijn films. Op zoek naar goede publiciteit nam Edison Blackton mee naar zijn Black Maria, een speciaal studiohuisje dat hij gebruikte om te filmen. Hier maakte hij ter plekke een belicht portret van hemzelf. Edison haalde Blackton en Smith over om een print van de film te kopen en van negen andere films, met daarbij een Vitascope om ze te vertonen tegenover betalend publiek. Reader werd erbij gehaald om de projector te laten draaien.
De nieuwe act was een groot succes, grotendeels ondanks de verschillende acts die Blackton en Smith tussen de Edisonfilms door opvoerden. Ze ondernamen een volgende stap door zelf films te gaan maken; hiermee was de American Vitagraph Company in het leven geroepen.
Ze brachten verschillende films uit, waaronder The Enchanted Drawing in of net voor 1900 en Humorous Phases of Funny Faces in 1906
Blackton hield in 1917 de Vitagraph voor gezien en kwam in 1923 terug als junior partner van Alfred Smith en in 1925 werd de zaak tegen een goede winst verkocht aan Warner Brothers.